# NGC 3169
NGC 3169 este o galaxie lenticulară situată în constelația Sextantul. A fost descoperită în 19 decembrie 1783 de către William Herschel. Se află la o distanță de 23,23 de megaparseci de Pământ.